# Недељко Јешић
Недељко Јешић (Горобиље код Пожеге, 1. септембaр 1930 – Београд, 8. април 2019) био је српски и југословенски професор, новинар, књижевник, публициста и уредник емисија.

## Биографија
Родио се као син Јешић M. Љубомира Љубe и Милице. Добио је име по свом стрицу, Јешић M. Недељку (1890–1914), који је као младић погинуо у Првом ветском рату. Основну школу, завршио је у свом завичају, гимназију у Пожеги, Ужицу и Чачку, а филолошки факултет – одсек за југословенску књижевност, у Београду, где је и магистрирао 1961. године, на тему „Критика о делу Милоша Црњанског“
Радио је једно време као професор гимназије у Чачку, а након тога одселио се у Београд и радио је у „Вечерњим новостима“ и у Републичком заводу за издавање уџбеника. Од 1963. године, радио је као новинар у Радио Београду, а 1973. прелази у oбразовни програм Телевизију Београд, где остаје до краја радног века, до 1995. године. Oстаће упамћен као уредник емисија: „Златне руке”, „Азбука занимања” (1975/76), „Очеви и деца”, а његова емисија „Људи говорe”, коју је радио од 1979. до 1995. године, оставила је трајне записе о људимa нашег поднебља, у распону од читавог 20. века.
Недељко Јешић бавио се и публицистичким и књижевним радом. Објавио је већи број књига, прозе и књижевне критике, од којих су најпознатије „Млади Црњански“ (2004.), „Циркус Драинац“ и „Тин Ујевић и Београд“ (2008.), али и монографије о селу Горобиљу, о историји шаха у Чачку и др. У дневним листовима и часописима објављивао је приче, есеје и фељтоне, а у часописима и већи број чланака из историје пожешког краја. Аутор је и неколико радио-драма, као и монодраме „Црњански 1918“ (извођена 1981. у Атељеу 212). Од 2012. године у Народној библиотеци Пожега чува се његов легат, који садржи збирку од преко 1.200 књига из области књижевности и друштвених наука, као и збирку некњижне грађе и његових вредних рукописа који чекају своје издаваче. Добитник је Гранд прикс награде Фестивала етнолошког филма за 1992., а 1995. године уручена му је и награда за животно дело „Светозар Марковић“, коју додељује Удружење новинара Србије.
Био је ожењен, није имао деце.
Умро је 8. априла 2019. године у Београду. Кремација je извршена у четвртак 11. априла 2019. године, у 13 часова на Новом гробљу у Београду.

## Дела
- „Хроника Горобиље“ (2002.).
- „Горобиљско звоно” (2003.).
- „Млади Црњански“ (2004.).
- „Тин Ујевић и Београд“ (2008.).